# Newark Falcons
O Newark Falcons foi um clube  americano de futebol com sede em Newark, Nova Jérsei, membro da American Soccer League . O clube era conhecido anteriormente como Elizabeth Falcons, com sede em Elizabeth, New Jersey, e por uma temporada como Falcons-Warsaw. Após a temporada 1958–59, o clube tornou-se simplesmente Falcons SC   e ficou conhecido como Falcons-Warsaw antes da temporada 1962–63.  Após a temporada de 1963-64, a equipe se tornou o Newark. A equipe se desfez durante a temporada 1966-67.

## Estatísticas

### Participações
|  | Participações em 2020 |

| Competição     | Competição             | Temporadas | Melhor campanha    | Estreia | Última  | P | R |
| Estados Unidos | American Soccer League | 3          | Playoffs (1955/56) | 1954/55 | 1963/64 |   | – |